# Skirbeck Quarter
Skirbeck Quarter – wieś w Anglii, w Lincolnshire. W 1931 roku civil parish liczyła 1740 mieszkańców.